# 碧村遗址
碧村遗址是一处新石器晚期时代遗址，位于山西省兴县碧村，故得名，面积约75万平方米，當地出土大量陶器，玉器（玉琼、玉环、玉壁、玉块、玉刀、玉牌、玉璧）。